# Филипино-американска война
Филипино-американската война (на английски: Philippine–American War; на тагалог: Digmaang Pilipino-Amerikano) е въоръжен конфликт, избухнал между Първата Филипинска република и САЩ и продължил от 4 февруари 1899 г. до 2 юли 1902 г. Докато филипинските националисти считат конфликта за продължение на борбата за независимост, която започва през 1896 г. Филипинската революция, американското правителство гледа на него като на въстание. Войната се разпалва, когато Първата филипинска република възразява срещу Парижкия мирен договор, по силата на който САЩ следва да вземе контрола над Филипините от Испания, слагайки край на Испано-американската война.
Сраженията избухват между двете сили на 4 февруари 1899 г. в битка за столицата Манила. На 2 юни 1899 г. Първата Филипинска република официално обявява война на САЩ. Войната официално приключва на 2 юли 1902 г. с победа за САЩ, но някои филипински групировки, предвождани от ветерани на Катипунан (филипинско революционно общество), продължават да водят война срещу американските сили в продължение на още няколко години. Сред тези лидери е Макарио Сакай, който поема ръководството на самопровъзгласената Тагалогска република, образувана през 1902 г. след залавянето на филипинския президент Емилио Агиналдо. Други групи, сред които народите Моро и Пулахан, продължава да водят борба в отдалечени райони на островите до лятото на 1913 г.
Войната погубва поне 200 хил. цивилни филипинци, главно с глад и болести. Някои оценки на цивилните жертви достигат до 1 милион души. Войната и особено последвалата американска окупация променят културата на островите, като довеждат до разпускането на католическата църква на Филипините като държавна религия и въвеждането на английски език като първи език на правителството, образованието, бизнеса и промишлеността.
През 1902 г. Конгресът на САЩ приема закон, който позволява създаването на филипинско национално събрание, чийто членове могат да се избират от филипински мъже. През 1916 г. е приет закон, който съдържа първата официална декларация за ангажимента на правителството на Съединените щати да предостави независимост на Филипините. В крайна сметка, САЩ дава независимост на страната след Втората световна война през 1946 г.

## Контекст

### Филипинска революция
Андрес Бонифасио е складодържател и чиновник от Манила, който на 7 юли 1892 г. основава Катипунан – революционна организация, която цели спечелването на независимост от испанската колониална власт чрез въоръжено въстание. Бойците в провинция Кавите спечелват ранни победи. Един от най-влиятелните и популярни лидери от Кавите е Емилио Агиналдо, който завзема контрола над източната част на провинцията. Накрая Агиналдо и фракцията му поемат властта в движението Катипунан.
След като Агиналдо е избран за президент на филипинското революционно движение на 22 март 1897 г., неговите поддръжници екзекутират Андрес Бонифасио за измяна след показен съдебен процес на 10 май 1897 г. Агиналдо официално се приема за първия президент на Филипините.

### Изгнание и завръщане на Агиналдо
Към края на 1897 г., след поредица от поражения за революционните сили, испанците си възвръщат контрола над по-голямата част на Филипините. Агиналдо и испанският генерал-губернатор Фернандо Примо де Ривера сключват примирие и започват преговори. На 14 декември 1897 г. те сключват споразумение, според което испанското колониално правителство ще плати на Агиналдо 800 000 мексикански песо, ако той замине в изгнание извън Филипините.
След като получава първата си вноска, Агиналдо и 25 души от вътрешното му обкръжение напускат щаб-квартирата си и тръгват към Британски Хонконг. Преди да замине Агиналдо осъжда Филипинската революция, призовава филипинските бунтовници да се разоръжат и обявява тези, които продължават военните действия и водят война, за бандити. Въпреки това някои от революционерите продължава своето въоръжено въстание срещу испанското колониално правителство. Според Агиналдо, испанците така и не му изплащат втората и третата вноски от уговорената сума.
След четири месеца в изгнание, Агиналдо решава да си възвърне ролята във Филипинската революция. Той потегля от Сингапур на борда на кораба „Малака“ на 27 април 1898 г. Пристига в Хонконг на 1 май, деня, в който военноморските сили на комодор Джордж Дюи унищожават испанския тихоокеански ескадрон на контраадмирал Патрисио Монтохо в битката при Кавите. Агиналдо тръгва от Хонконг на борда на кораба „Макълох“ на 17 май, пристигайки в Кавите на 19 май.
По-малко от три месеца след завръщането на Агиналдо, Филипинската революционна армия вече е покорила почти цялата територия на Филипините, с изключение на Манила, която е обградена от около 12 хил. революционери. Агиналдо дава над 15 хил. испански пленници на американците, като по този начин им предоставя ценно разузнаване. Агиналдо обявява независимост на Филипините от дома си в Кавите Ел Виехо на 12 юни 1898 г.
Филипинската независимост не е призната нито от САЩ, нито от Испания, така че правителството на Испания отдава Филипините на САЩ чрез Парижкия мирен договор, подписан на 10 декември 1898 г., в замяна на обезщетение за испанските разходи и загуби.
На 1 януари 1899 г. Агиналдо е обявен за президент на Филипините – единственият президент на така наречената по-късно Първа Филипинска република. След това организира конгрес в Булакан за изготвяне на конституция.

## Произход на конфликта
На 22 април 1898 г., все още в изгнание, Агинално провежда тайно събрание в Сингапур с американския консул Едуард Спенсър Прат, след което решава отново да поеме лидерството на Филипинската революция. Според Агиналдо, Прат комуникира с комодор Джордж Дюи чрез телеграми и предава уверенията на Дюи, че САЩ ще признае независимостта на Филипините. Прат заявява, че няма нужда от официално писмено споразумение, тъй като думата на адмирала е еквивалентна на думата на правителството на САЩ. С тази гаранция Агиналдо се съгласява да се завърне във Филипините. По-късно Прат оспорва версията на Агиналдо относно събитията, отричайки всякакви „сделки с политически характер“. Адмирал Дюи също отхвърля твърденията на Агиналдо, заявявайки, че не е правил никакви обещания.
Тайното споразумение, сключено между комодор Дюи и бригаден генерал Уесли Мерит с новопристигналия испански генерал-губернатор Фермин Хауденес, предполага испанските сили да се предадат само на американците, но не и на филипинските революционери. Решено е испанците да се предадат след привидна битка за Манила, която испанците ще изгубят, докато не се допускат филипинци в града. В навечерието на битката бригаден генерал Томас Андерсън изпраща телеграма на Агиналдо, в която му казва да не допуска войските си в Манила без разрешението на американския командир. На 13 август американските войници превземат Манила от испанците.
Преди нападението на Манила, американските и филипинските войски са съюзени срещу Испания. След падането на града, испанците и американците се озовават в партньорство, което изключва от сметките филипинските въстаници. Почти избухват боеве между американци и филипинци, когато американците започват да завземат стратегически позиции около Манила в навечерието на атаката. На Агиналдо е казано, че армията му няма да участва в битката и че ще попадне под обстрел, ако навлезе в града. Въстаниците побесняват, след като им е забранено да влязат триумфално в собствената си столица, но Агиналдо понася този факт. Отношенията на двете страни продължават да се влошават, когато на филипинците им става ясно, че американците ще останат на острова.
На 21 декември 1898 г. американският президент Уилям Маккинли провъзгласява „доброволната асимилация“. Генерал-майор Елуъл Стивън Отис, който е назначен за военен губернатор на Филипините по това време, забавя оповестяването ѝ. На 4 януари 1899 г. генерал Отис публикува поправена версия, която не съдържа термините „суверенитет“, „защита“ и „право на прекратяване“, намиращи се в първоначалната версия. Въпреки това бригаден генерал Маркъс Милър, по това време в град Илоило, не знае, че променена версия вече е била публикувана от Отис и предава копие на оригиналната прокламация на филипинските държавни служители там. Оригиналът достига до поддръжниците на Агиналдо, който на 5 януари издава контрапрокламация:
| „ | Моето правителство не може да остане безразлично пред такова насилствено и агресивно завземане на част от територията му от нация, която си е присвоила титлата шампион на потиснатите нации. Така че моето правителство е готово да отвори на враждебността, ако американските войски се опитват да завземат насилствено островите Висаян. Аз осъждам тези действия пред света, за да може съвестта на човечеството да произнесе своята непогрешима присъда за това кои са истинските потисници на народите и мъчителите на човечеството. | “ |

Отис счита прокламацията на Агиналдо като равносилна на обявяване на война и поставя войниците си в бойна готовност и подсилва наблюдателните пунктове. От друга страна думите на Агиналдо изпълват народа с енергична решимост да се борят с онова, което се възприема като съюзник, превърнал се във враг.

## Война

### Избухване на войната
Вечерта на 4 февруари редник Уилям Грейсън произвежда първите изстрели във войната в квартала Санта Меса на Манила. Грейсън убива филипински лейтенант и още един филипински войник. Според филипинските историци, убитите войници са били невъоръжени. С това се дава началото на битката за Манила. На следващия ден филипинският генерал Исидоро Торес преминава през фронтовата линия със знаме за примирие, за да предаде съобщение от Агиналдо на генерал Отис, че сраженията са започнали случайно и че Агиналдо иска боевете да се преустановят веднага и да се установи неутрална зона между двете враждуващи сили. Отис отхвърля предложението и отговаря, че „борбата вече е започнала и трябва да продължи до мрачния край“. На 5 февруари генерал Артър Макартър младши нарежда на войските си да напреднат срещу филипинските войски, като по този начин предизвиква мащабен въоръжен сблъсък.

### Американска стратегия
Анексирането на Филипините от САЩ е оправдано от американските правителство и медии под претекст, че освобождават и защитават хората в бившата испанска колония. На 11 февруари 1899 г., седмица след началото на конфликта, американските военноморски сили унищожават град Илоило чрез масирана бомбардировка от корабите „Петрел“ и „Балтимор“. Градът е превзет от сухопътните войски, водени от бригаден генерал Маркъс Милър, без американски жертви.
Няколко месеца по-късно, след като вече са спечелили Манила, американските войски се придвижват на север, влизайки в сражения, докато гонят отстъпващите въстанически сили и командирите им. В отговор на партизанската война, водена от филипинците от септември 1899 г., американската военна стратегия се променя към потушаване на съпротивата. Тактиките започват да се фокусират върху контрола над ключови области чрез интернирани и сегрегация на цивилното население в „зони на защита“ от партизаните. Поради влошените от войната санитарни условия, много от интернираните цивилни умират от дизентерия.
Генерал Отис става печално известен покрай някои от действията си във войната. Въпреки че неговите началници във Вашингтон са му наредили да избягва въоръжените схватки, той почти не полага усилия, за да предотврати избухването на войната. Отис отказва да приеме всичко, освен безусловно предаване на филипинската армия. Той често прави важни военни решения, без да се консултира с ръководството във Вашингтон. Той подхожда агресивно към филипинците, смятайки, че съпротивата им ще рухне бързо. Дори след като предположението му се оказва погрешно, той продължава да настоява, че въстаниците са били победени и че жертвите вече са резултат от „изолирани престъпни банди“.
Отис активно крие информацията относно американските военни тактики от медиите. Когато писма, описващи американските зверства, стигат до американските медии, Министерството на отбраната се намесва и поисква от Отис да разследва автентичността им. Отис препраща всяка изрезка от вестник към началника на първоначалния автор, който да убеди или накара войника писмено да оттегли първоначалните си твърдения.
Междувременно Отис твърди, че филипинските въстаници измъчват американски затворници по „адски начин“. Агиналдо се опитва да контрира твърденията на Отис като предлага неутрални страни, чуждестранни журналисти или представители на Международния комитет на Червения кръст, да разгледат американските военни действия. Отис отказва, но Агиналдо успява да вкара четирима репортери във Филипините – двама англичани, един канадец и един японец. Кореспондентите се връщат в Манила, където докладват, че американските военнопленници „се третират по-скоро като гости, отколкото като затворници“ и „се хранят с най-доброто, което може да осигури страната“. Според тях, на американските затворници е предлагано заплащане, за да се присъединят към филипинската армия, а трима вече са се съгласили. Четиримата репортери са изгонени от Филипините веднага, след като докладите им са публикувани. Американският лейтенант от ВМС Дж. Гилмор, чието освобождаване е договорено, след като американската кавалерия подгонва Агиналдо в планините, твърди, че като военнопленник той не е гладувал повече от похитителите си. Отис нарежда авторите на статиите да се заловят и да се разпитат, подлагайки под съмнение лоялността им.
Когато репортерът от Международния комитет на Червения кръст Ф. Блейк пристига по желание на Агиналдо, Отис го ограничава до Манила. Подчинените на Отис му разказват за всичките нарушения на международното хуманитарно право, извършени от филипинските войници. Все пак Блейк успява да се откъсне от конвой и да навлезе в полята. Той не успява да премине отвъд американския фронт, но дори и на тяхна територия, той вижда опожарени села и ужасно осакатени тела, които понякога са били обезглавени или с разпрани стомаси. Блейк докладва откритията си едва, когато се връща в Сан Франциско, където разказва на един репортер, че „американските войници са решени да убиват всеки филипинец, който видят“.

### Филипинска стратегия
Оценките на филипинските войски варират между 80 и 100 хиляди души, плюс десетки хиляди спомагателни войски. Много от войниците са въоръжени само с ножове, лъкове, копия или други примитивни оръжия, които не могат да се сравняват с огнестрелните оръжия на американските части.
През колониалната епоха във Филипините съществува здрава кастова система. Целта на Първата Филипинска република е да се създаде суверенна, независима и стабилна държава, която се управлява от олигархия, съставена от членове на образованата класа. Местните вождове, земевладелци и бизнесмени контролират местната политика. Войната е в своя връх, когато всички класи се обединяват заедно срещу анексията на САЩ. Селяните, които представляват мнозинството от войската, имат различни интереси от образованата класа и политическите вождове на селата си. Предизвикателството за Агиналдо и генералите му е да поддържа обединена филипинска опозицията, тъй като това е стратегическият главен удар на революционерите.
Филипинското оперативно изкуство е свързано със способността да се поддържа сила от 100 000 души нередовна войска на фронта. Филипинският генерал Франсиско Макабулос описва целта на войната като „не да се преодолее американската армия, а да ѝ се нанасят постоянни загуби“. В ранния етап на войната, Филипинската революционна армия използва конвенционални военни тактики, които са типични за организираната въоръжена съпротива. Целта е да се нанесат достатъчно щети по американските войски, което да накара Уилям Дженингс Брайън да победи президента Маккинли на президентските избори през 1900 г. Те се надяват Брайън, който има силни антиимпериалистически възгледи, да изтегли американските войни от Филипините.
Победата на изборите на Маккинли през 1900 г. обезсърчава въстаниците и убеждава много филипинци, че САЩ няма да си тръгнат скоро от страната им. Заедно с редица опустошителни загуби на бойното поле срещу американските сили, снабдени с превъзхождащи ги технология и подготовка, Агиналдо започва да търси начин да промени подхода си. На 14 септември 1899 г. Агиналдо приема съвета на генерал Грегорио дел Пилар и упълномощава употребата на тактики на партизанска война в последващите военни действия в Булакан.

### Партизанска война
През по-голямата част от 1899 г., революционното ръководство гледа на партизанската война само като на тактика при последна възможност, а не като на начин за действие. На 13 ноември 1899 г. Емилио Агиналдо обявява, че партизанската война вече ще е военната стратегия. Това прави американската окупация на архипелага още по-сложна през следващите години. През първите четири месеца от партизанската война американците претърпяват около 500 жертви. Филипинската армия започва да организира кървави засади и нападения, спечелвайки победи в партизанските битки при Пайе, Катубиг, Макахамбус, Пуланг Лупа, Балангига и Мабитак. Първоначално изглежда, че филипинците могат да се сражават с американците до постигане на патово положение и да ги накарат да се изтеглят. Самият президент Маккинли също взема предвид възможността за изтегляне, когато партизанските нападения започват.

### Военно положение
На 20 декември 1900 г. генерал Артър Макартър младши, който вече е наследил Елуъл Отис като американски военен губернатор на 5 май, поставя Филипините във военно положение. Той обявява, че партизанските злоупотреби вече няма да се толерират и определя правилата, които ще управляват отношението на американската армия към партизаните и цивилните. В частност, партизаните, които не носят униформа, но участват във военни действия, ще бъдат държани отговорни. Тайните комитети, които събират данъци от революционерите и си служат с американската защита в окупираните градове, докато подпомагат партизаните, ще се считат за „бунтовници и предатели“. Филипинските лидери, които продължават да работят в посока филипинска независимост, са депортирани на Гуам.

### Упадък и рухване на Първата Филипинска република
Филипинската армия продължава да търпи поражение след поражение от по-добре въоръжената американска армия, което принуждава Агиналдо постоянно да променя щаб-квартирата си в хода на войната.
На 23 март 1901 г. генерал Фредерик Фънстън и войските му пленяват Агиналдо в Паланан с помощта на местни филипинци. Американците се преструват на пленници на филипинците, които са облечени с униформи на Филипинската армия. Когато Фънстън и „похитителите му“ влизат в лагера на Агиналдо, те веднага се нахврълят на охраната, преодоляват я бързо и залавят изтощения Агиналдо.
На 1 април 1901 г. в двореца Малаканян в Манила, Агиналдо полага клетва и приема американската власт във Филипините, давайки своят вярност на американското правителство. На 19 април той официално обявява капитулацията пред САЩ, призовавайки последователите си да хвърлят оръжията си и да се предадат.
Залавянето на Агиналдо нанася сериозен удар по филипинската кауза, но не толкова, колкото се надяват американците. Генерал Мигел Малвар поема властта над филипинското правителство или поне над това, което е останало от него. Той първоначално заема отбранителна позиция спрямо американците, но след това предприема тотална офанзива срещу градовете, окупирани от американците в провинция Батангас. Генерал Висенте Лукбан в Самар и други офицери продължават войната в своите съответни райони.
Генерал Бел безмилостно преследва Малвар и хората му, принуждавайки множество филипински войници да се предадат. В края на краищата, Малват също се предава, заедно с жена си и децата си и някои от офицерите си, на 16 април 1902 г. Към края на месеца близо 3000 от хората на Малвар вече са се предали. С предаването на Малвар, филипинските военни усилия съвсем се смаляват.

### Официален край на войната
На 1 юли 1902 г. е установена Втора Филипинска комисия със законодателство, съставено от долна камара. Законът за правата на САЩ е разширен така, че да включва и Филипините. На 2 юли американският военен министър телеграфира, че тъй като въстанието срещу САЩ е приключило и е основано местно провинциално управление в по-голямата част от Филипините, службата на военния губернатор се прекратява. На 4 юли Теодор Рузвелт, който поема президентството на САЩ, след като Маккинли е убит, обявява амнистия на всички, участвали в конфликта.
На 9 април 2002 г. филипинският президент Глория Макапагал-Оройо обявява, че Филипино-американската война е приключила на 16 април 1902 г. с капитулацията на генерал Мигел Малвар. Тя обявява стогодишнината от войната за национален празник.

### Жертви
Общият брой убити филипинци е обект на дискусии. Съвременните източници клонят към фигура от 200 хил. мъртви цивилни филипинци, като повечето жертви се приписват на глада и болестите. Други оценки стигат до 1 000 000 мъртви. Някои историци споменават 16 000 – 20 000 убити филипински войници и 34 000 цивилни загуби, плюс още 200 000 цивилни жертви, главно загинали от холера. Американското правителство докладва за над 4200 убити американски войници и над 20 000 убити филипински войници, както и поне 200 000 загинали цивилни от насилие, глад и болести.

## Последици

### Следвоенни конфликти
След като военното положение е прекратено на 4 юли 1902 г., е основана филипинска жандармерия, която има за цел да се справи с остатъците от въстаническото движение из целия архипелаг. Тя постепенно приема отговорността по потушаването на партизанската и бандитската дейност от формированията на американската армия. Остатъците на Катипунан и други групировки на съпротивата продължават активно да се борят срещу американските военни или филипинската жандармерия в продължение на почти цяло десетилетие след официалното приключване на войната. След края на войната американците предпочитат да разчитат на филипинската жандармерия за справяне със съпротивата като грижа на правоприлагащите органи, вместо да замесват армията.
През 1902 г. Макарио Сакай образува още едно правителство – Тагалогска република в провинция Рисал. Тази република просъществува до 1906 г., когато Сакай и главните му привърженици са арестувани и екзекутирани на следващата година от американските власти.
През 1904 г. разбойничеството от организирани групи става проблем в някои от отдалечените провинции на Висайските острови. Тези движения са определяни като бандити и фанатици от американските власти. Последната от тези групи е елиминирана през 1911 г.
Американското правителство сключва мирен договор със султаната Сулу при започването на войната, за да си осигури спокойствие в тази част на Филипините, включваща части от Минданао, Сулу, Палаван и Сабах. Въпреки това, след като филипинската съпротива в Лусон и Висайските острови стихва, САЩ нарушава и отменя договора си и започва да колонизира народа моро, което предизвиква въстание от тяхна страна. Военните действия избухват през май 1902 г. и продължават до юни 1913 г., когато конфликтът окончателно приключва.

### Културно въздействие
Влиянието на римокатолическата църква е намалено, когато американското правителство разпуска Църквата, купува и раздава църковните земи. Земята е 170 917 хектара, за които църквата поисква 12 086 438 щатски долара през март 1903 г. Покупката е осъществена на 22 декември 1903 г. за цена от 7 239 784 долара. Земята се продава на земеделци, като те имат ограничение от 16 ha на човек или 1024 ha за компания.
През 1901 г. над 500 учители пристигат от САЩ, които утвърждават образованието като един от най-големите приноси на САЩ към Филипините. 27 от първоначалните учители загиват от тропически болести или са убити от филипински бунтовници през първите 20 месеца от пристигането им. Към 1904 г. основните предмети се преподават главно от филипинци под американски надзор.